# Pákh Mihály
Pákh Mihály, olykor Packh, Pack, Pach névváltozattal (Dobsina, 1795. október 18. – Dobsina, 1859. december 24.) evangélikus lelkész, a Tiszai evangélikus egyházkerület püspöke 1848-tól 1850-ig.

## Élete
Pákh Mihály és Heutschy Zsuzsánna szegény szülők fia. Gimnáziumi tanulmányait Rozsnyón, a teológiát 1814-től Pozsonyban, a jogot 1816-tól Debrecenben és 1819–20-ban a bécsi egyetem protestáns teológiai intézetében végezte. (Időközben 1813–1814-ben 13 hónapig nevelő volt a Tornallyai családnál Tornallyán, 1817–19-ben Dobsinán tanító is volt).
Alig végezte el a hittani tanfolyamot, amikor 24 éves korában meghívást kapott a felső-ausztriai Kematten nevű falu evangélikus egyházába. A jeles készültségű és tudományos törekvésű ifjú elfogadta e szerény állást, hogy az Ausztriában elszórva élő kis számú protestáns hívek egyházi életének némi lendületet adhasson. 1821-ben szülőföldén megnősülvén, visszautaztában Rozsnyón egy napot töltött. Eközben az ottani lelkész hirtelen megbetegedett, és helyette megtartotta rögtönzött egyházi beszédét, amely olyan hatású volt, hogy az elhunyt lelkész helyére 1822. január 28-án őt választották meg és ugyanott, hogy magyarul, németül és tótul kellett hirdetnie az Isten igéjét, 12 évig működött. A jeles szónok híre eljutott távolabb egyházakba is. Így 1834. január 14-én a XVI. szepesi város fő- és székhelyének tekintélyes evangélikus gyülekezete hívta meg lelkészének Iglóra, ahová családjával költözött. Az 1841. január 17-én Rozsnyón tartott tiszai egyházkerületi gyűlésen jegyzőnek választották; 1842-ben a szepesi városok alesperesévé, 1847-ben ugyanott főesperessé, 1848. július 19-én pedig az Eperjesen tartott egyházkerületi gyűlésen a tiszai egyházkerület szuperintendánsává választották, és ugyanabban az évben a Pesten tartott Generalkonvent ülésében részt vett.
Mint szabadelvű hazafi a magyar ügyért lelkesedett, ezért Vogel osztrák tábornok foglyul vitte magával Rozsnyóra. Amikor az oroszok Szepes megyébe is betörtek, Iglóról Dobsinára, majd Hollópatakra, Redovára és Felsősajóra menekült. 1850-ben szuperintendens társaival együtt hivatalából felfüggesztették. 1852. február 2-án Iglón elfogták és Kassán augusztus 12-én négy évi súlyos börtönre ítélték és még 1854. április 24-én Josephstadtban történt kiszabadulása után sem léphetett be ismét papi iglói hivatalába. 1856-ban Rimaszombat evangélikus községe választotta meg a hirtelen megöregedett, megromlott egészségű férfiút lelkészének, és e hivatalát augusztus 24-én foglalta el. Azon év október 19-én a nyíregyházai közösség hívta meg lelkészének; 1857. január 18-án pedig a kevésbé jövedelmező Dobsinára, szülőhelyére választották meg; a honvágy hívta haza, ahova 1857 tavaszán költözött át, és április 12-én tartotta belépő beszédét, de alig töltött hét hónapot az egyház körében, szélütés után végképp ágynak dőlt, és 1859. december 24-én meghalt. A hálás község 1860. szeptember 29-én emlékoszlopot állított sírjára.

## Művei
- Worte der Ermunterung. Rosenau, 1820
- Egyházi beszéd, mellyet az ágost. vallású nagytiszt. Tisza mellyéki superintendentiának 1833. szeptember 26., 27. napján Rozsnyó városában tartott gyűlése alkalmával mondott. Pest, 1834
- Worte am Sarge des weil. wohlgeb. Herrn Martin Köhler Richters der XVI Zipser Städte. Iglo am 19. Jänner 1840. Leutschau
- Predigt zur Gedächtnissfeier der Reformation. Kassa, 1841